# Ryan Kwanten

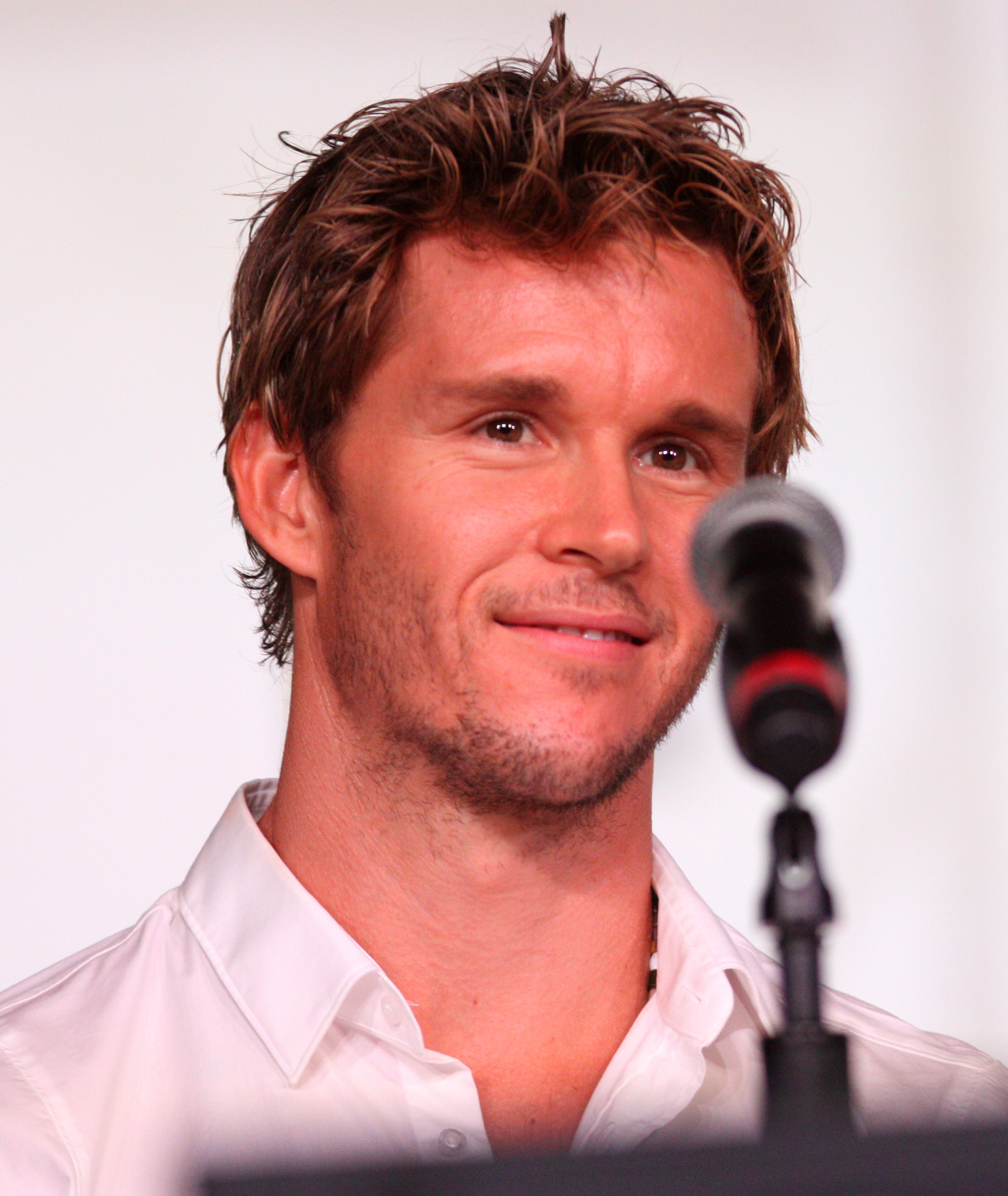
Ryan Kwanten bei der Comic-Con (2012)

Ryan Christian Kwanten (* 28. November 1976 in Sydney, New South Wales) ist ein australischer Schauspieler.

## Leben
Ryan Kwanten wurde in Sydney, im australischen Bundesstaat New South Wales geboren. Seine Schauspielkarriere begann er mehr oder weniger zufällig. Einer seiner Brüder sprach bei einer Agentur vor. Als Kwanten aus Ungeduld das Auto verließ und ebenfalls die Agentur betrat, baten ihn die Agenten vorzusprechen. Sein Bruder wurde nicht genommen, aber Kwanten selbst. Seine ersten Auftritte hatte er in den Fernsehserien A Country Practice und Spellbinder – Im Land des Drachenkaisers. 1997 wurde er in die Hauptbesetzung der australischen Seifenoper Home and Away aufgenommen und spielte dort den Rettungsschwimmer Vinnie Patterson. Kwanten war in der Show einige Jahre zu sehen und wurde so zum Sexsymbol. Er entschied sich 2002 die Serie zu verlassen – kurz nachdem seine Rolle geheiratet hatte und Vater geworden war. Zuvor war er bereits im Alter von 15 Jahren in einer Nebenrolle in der Serie zu sehen. Die Produzenten waren so begeistert von ihm, dass sie ihm später eben jene Hauptrolle anboten.
Kwanten zog in die USA und wurde dort für die Fernsehserie Summerland Beach gecastet. Die Serie lief für zwei Jahre von 2004 bis 2005. Er war zudem 2006 im Film Flicka – Freiheit. Freundschaft. Abenteuer. neben Maria Bello, Alison Lohman und Tim McGraw zu sehen. Außerdem spielte er die Hauptrolle im Horrorfilm Dead Silence sowie die Rolle des triebhaften Bruders von Hauptdarstellerin Anna Paquin in der Fernsehserie True Blood. In seiner drehfreien Zeit zwischen der zweiten und dritten Staffel von True Blood flog Kwanten zurück in seine Heimat Australien, um den Film Red Hill zu drehen.

## Filmografie (Auswahl)
- 1992: A Country Practice
- 1994: Signal One
- 1995: Echo Point

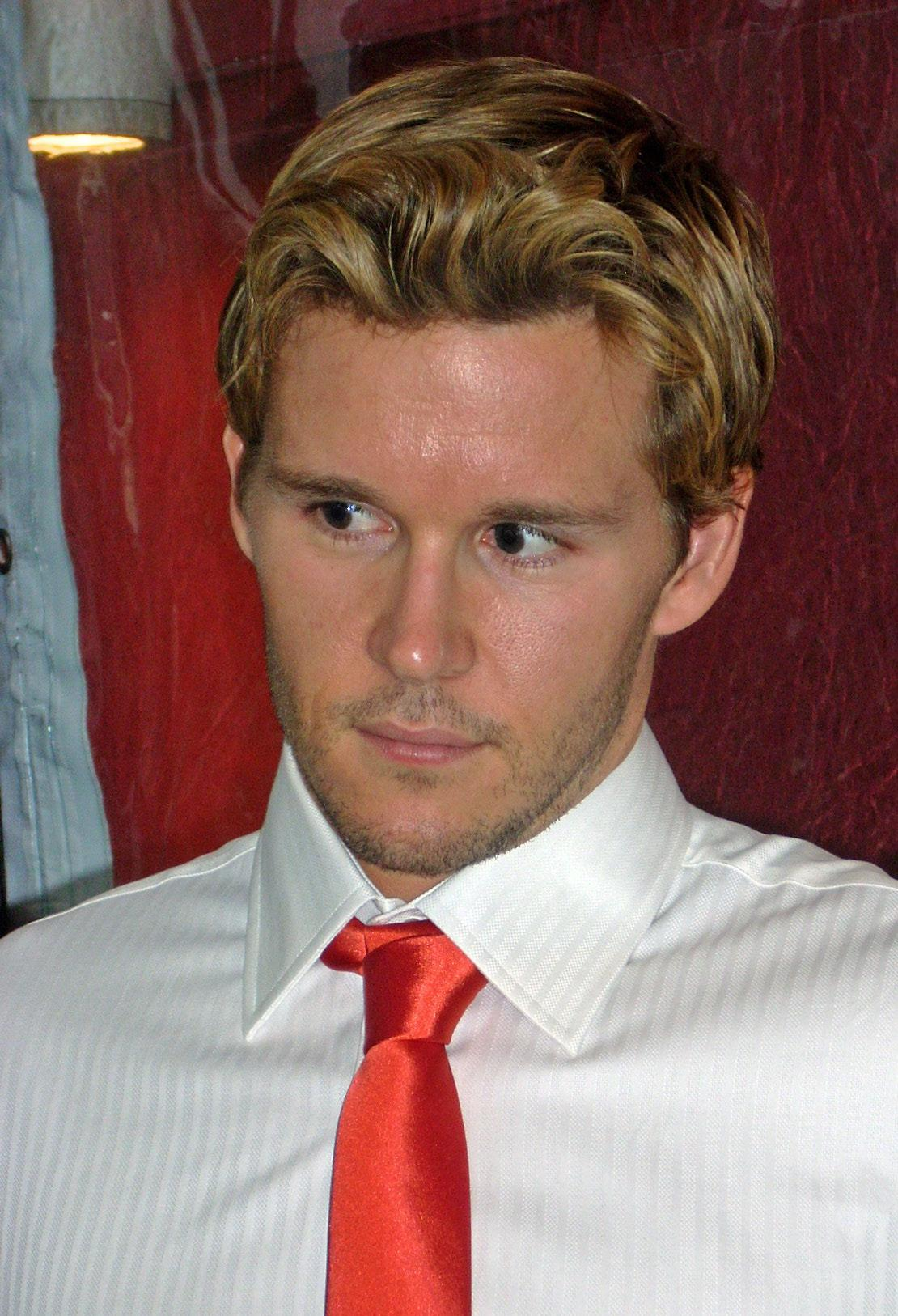
Ryan Kwanten (2008)

- 1996: Water Rats – Die Hafencops (Water Rats, Fernsehserie, Folge 1x04)
- 1997: Spellbinder – Im Land des Drachenkaisers (Spellbinder: Land of the Dragon Lord, Fernsehserie)
- 1998–2002: Home and Away (Fernsehserie)
- 2002: The Junction Boys
- 2003: Gefährliche Brandung 2 – Liquid Bridge (Liquid Bridge)
- 2003: The Handler (Fernsehserie, Folge 1x11)
- 2004: Tru Calling – Schicksal reloaded! (Tru Calling, Fernsehserie, Folge 1x08)
- 2004–2005: Summerland Beach (Summerland Fernsehserie)
- 2006: Flicka – Freiheit. Freundschaft. Abenteuer. (Flicka)
- 2007: Dead Silence
- 2007: Don’t Fade Away
- 2008: Law & Order: Special Victims Unit (Fernsehserie, Folge 10x09)
- 2008–2014: True Blood (Fernsehserie)
- 2010: Griff the Invisible
- 2010: Red Hill
- 2010: Die Legende der Wächter (Legend of the Guardians: The Owls of Ga’Hoole, Stimme)
- 2012: New Girl (Fernsehserie, Folge 1x13)
- 2012: Sex ist (k)ein Kinderspiel (Not Suitable for Children)
- 2013: Knights of Badassdom
- 2013: The right kind of wrong
- 2013: Mystery Road
- 2014: Flug 7500 – Sie sind nicht allein (Flight 7500)
- 2014: Northmen – A Viking Saga
- 2015: Kidnapping Freddy Heineken
- 2016: Wer kriegt den Hund? (Who Gets the Dog?)
- 2018: The Hurricane Heist
- 2020: 2067 – Kampf um die Zukunft (2067)
- 2021: Them (Fernsehserie)
- 2022: Glorious
- 2022: Section 8